# Volvo V40 (2012)
Это статья о современном автомобиле. О старой версии см. Volvo S40.
Volvo V40 — пятидверный хетчбэк компактного класса, выпускаемый шведским автопроизводителем премиум-класса Volvo Cars. Впервые был представлен на Женевском автосалоне 2012 года. Он заменил седан Volvo S40, универсал Volvo V50 и купе Volvo C30. Продажи в Европе начались в 2012 году. 
В 2015 году V40 стала второй самой продаваемой моделью Volvo Cars после XC60. За год в мире было продано 83 357 автомобилей (без учёта версии V40 Cross Country).
Volvo V40 — последняя машина, дизайн которой делала команда Питера Хорбери. Затем он ушел работать дизайнером в Geely.

## Функции
Автомобиль построен на платформе Ford C1, на которой также построен Volvo C30 и Volvo S40. Двигатели перекочевали из других моделей Volvo. Кроме того, в качестве стандартной опции, V40 имеет систему City Safety второго поколения, которая позволяет предотвращать аварии на скорости до 50 км/ч, и Pedestrian Detection, она способна обнаруживать взрослых пешеходов, велосипедистов, детей и автоматически тормозить, когда они бросаются под колеса. Также автомобиль опционально оснащается адаптивным круиз-контролем с функцией автоторможения и системой Stop&Go, системой контроля мертвых зон и контроля за движением по полосе. Кроме того, его могут оснастить функцией автоматической парковки и подушками безопасности не только для пассажиров и водителя, но и для пешехода.

## V40 Cross Country

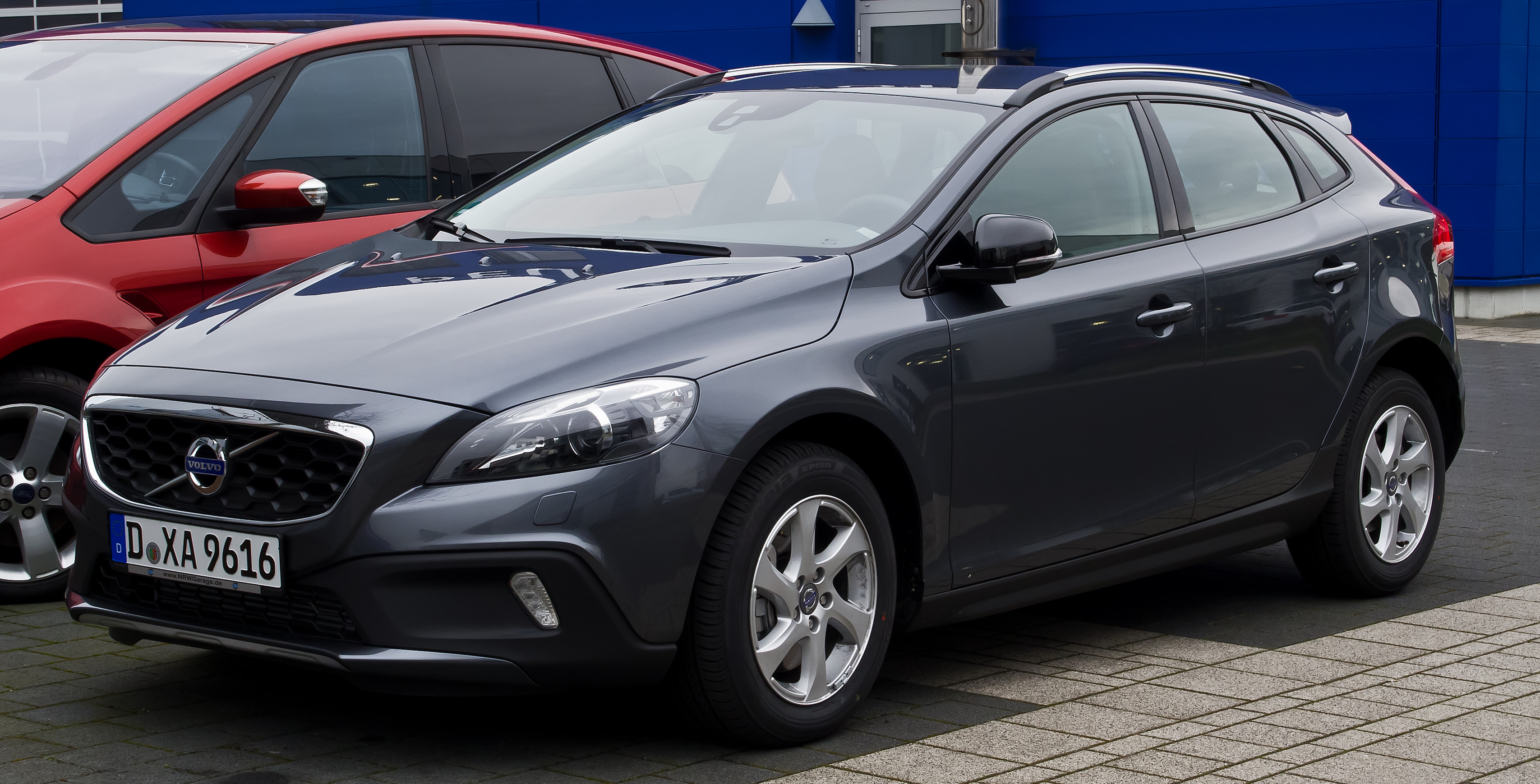
V40 Cross Country

Так же существует модель Volvo V40 Cross Country, созданная на основе модели Volvo V40, но отличающаяся увеличенным клиренсом, наличием полного привода, иным подрамником в передней подвеске, другими настройками ходовой части и вставками неокрашенного пластика в переднем бампере, заднем бампере и на боковых молдингах. В 2015 году продажи V40 Cross Country в мире составили 26 093 автомобиля.

## Рестайлинг
В 2016 году на Автосалоне в Женеве были представлены обновлённые V40 и V40 Cross Country:
- Новые фары
- Новая решётка радиатора
- Новые 8 окрасок кузова
- 8 новых вариантов колёсных дисков

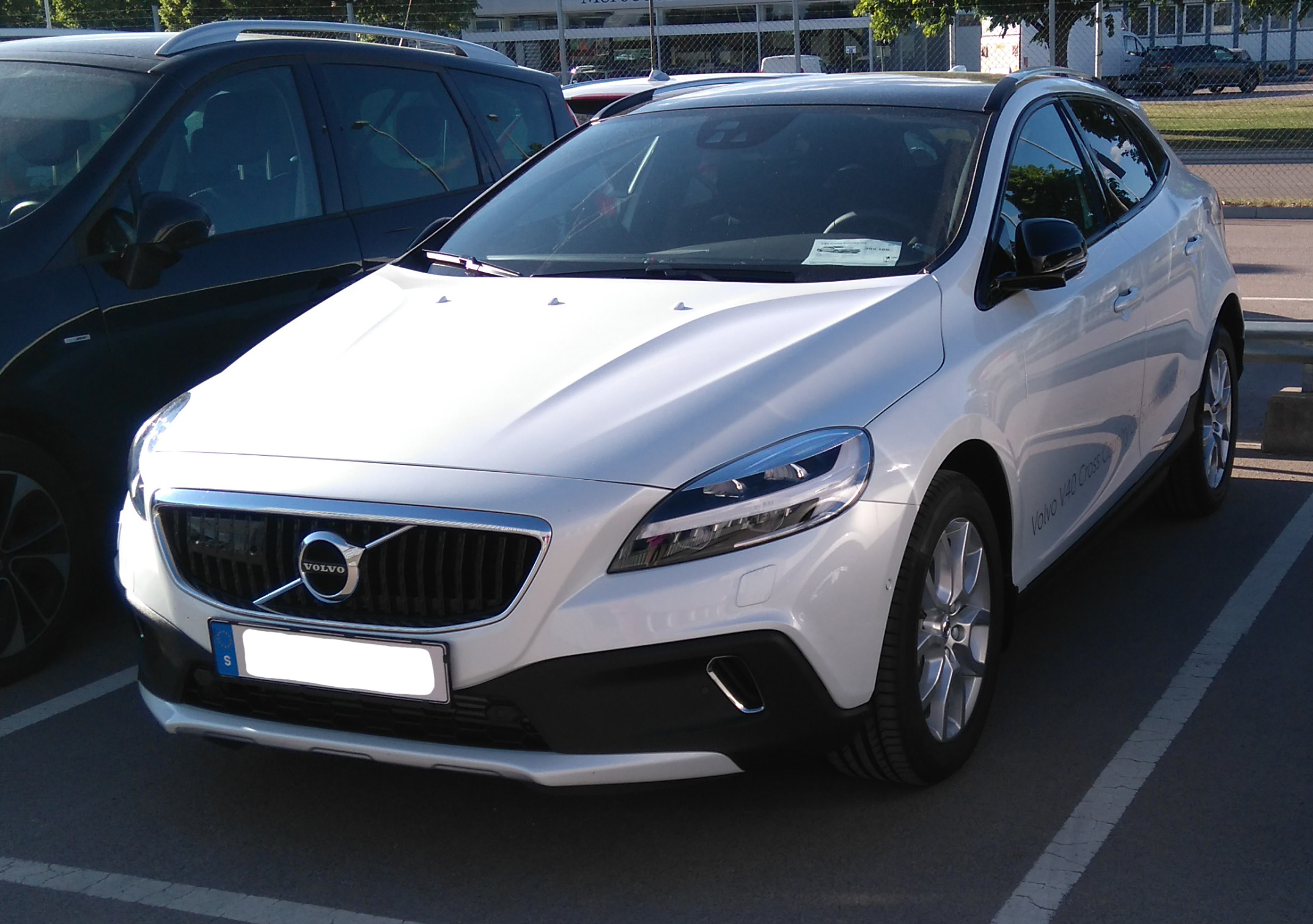
V40 Cross Country после рестайлинга

- Новая версия «City Weave» (отделка салона), также использовалась в концепте Concept Estate (2011)
- Обновлённая функция «Volvo on Call» (можно управлять вашим Volvo с помощью приложения на телефоне)
- Функция «CleanZone», которая позволяет очистить воздух в автомобиле до поступления в салон
- Новые двигатели [2]

## Безопасность
Автомобиль прошел тест Euro NCAP в 2012 году:
| Euro NCAP                                                           | Euro NCAP | Euro NCAP | Euro NCAP             |
| ------------------------------------------------------------------- | --------- | --------- | --------------------- |
| · общий рейтинг                                                     |           |           |                       |
| 98%                                                                 | 75%       | 88%       | 100%                  |
| взрослый пассажир                                                   | ребёнок   | пешеход   | активная безопасность |
| Протестированная модель: Volvo V40 1.6 diesel 'Kinetic', LHD (2012) |           |           |                       |